# Efferia sagax
Efferia sagax este o specie de muște din genul Efferia, familia Asilidae. A fost descrisă pentru prima dată de Samuel Wendell Williston  în anul 1901. Conform Catalogue of Life specia Efferia sagax nu are subspecii cunoscute.